# Tercero (derecho)

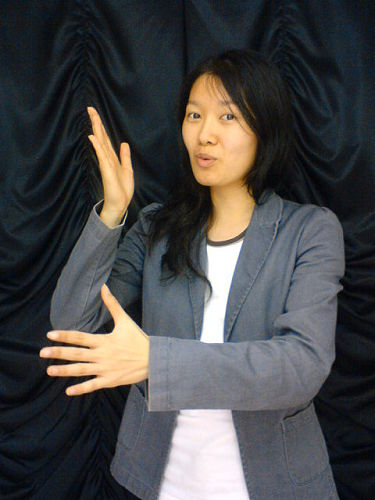
El intérprete del lenguaje de señas es un perito judicial y un claro ejemplo de tercero en juicio.

El tercero en derecho, es toda persona que no ha concurrido con su voluntad a la formación de un acto jurídico. Naturalmente este acto jurídico puede ser civil, procesal, mercantil o de cualquier otro carácter.
Los terceros son personas extrañas al contrato (tercero civil) o al proceso (tercero procesal), pero que desarrollan gestiones en ellos por así haberlo solicitado las partes directas (un intérprete, perito, testigo, secuestre) o por tener un interés en el acto o contrato (tercerías y casos de oponibilidad).

## Efecto relativo

### Efecto relativo de los contratos
En principio, los contratos obligan sólo a las partes que concurrieron a su formación con su voluntad. Los terceros no tienen por qué soportar las consecuencias jurídicas derivadas de los negocios ajenos, ni para bien, ni para mal. Este es el denominado efecto relativo de los contratos en que el tercero, por ser extraño a la relación jurídica entre acreedor y deudor, se encuentra jurídicamente protegido de las consecuencias de un contrato entre las partes debido al principio de protección a los terceros a través de la inoponibilidad, es decir, la ineficacia de hacer valer un acto o contrato respecto de terceros. De ahí que en derecho se diga que un contrato le es "inoponible" a un tercero.
En contraposición al efecto relativo de los contratos se encuentra el efecto erga omnes, el cual implica que ciertos actos o contratos son oponibles a todo tercero,  dadas sus especiales circunstancias, como el contrato de matrimonio, pues al celebrarse legalmente este acto jurídico sus partes, marido y mujer, van a estar casados no sólo respecto de ellos mismos, sino respecto de todos. La mayoría de los actos de familia son erga omnes, como la filiación, el estado civil, la adopción, la emancipación, la patria potestad, la muerte, entre otros.

### Efecto relativo de las sentencias
Conforme a este principio, las consecuencias jurídicas derivadas de un fallo sólo pueden recaer en las partes del mismo, es decir, demandante y demandado. De esta forma, las sentencias judiciales no tienen fuerza obligatoria sino respecto de las causas en que actualmente se pronunciaren.
Excepcionalmente, existen dos clases de sentencias cuyos efectos traspasan los límites del proceso: las sentencias de efecto absoluto y las sentencias de efecto indirecto o reflejo.
Las sentencias de efecto absoluto declaran un derecho erga omnes, como la que declara el estado civil de hijo, por lo que sus consecuencias jurídicas serán oponibles a toda persona, alcanzando a los terceros. También caben en esta categoría las sentencias que declaran intereses colectivos o difusos. Las sentencias de efecto indirecto o reflejo son aquellas que declaran la nulidad de un acto o contrato, de manera que el interesado puede demandar, en razón de esta sentencia, la reivindicación en contra del poseedor, aunque no haya sido parte en el juicio anterior de nulidad.

## Clases de terceros en el derecho civil

### Terceros absolutos
Terceros absolutos o penitus extranei son aquellas personas completamente extrañas a la formación del acto, y que no están ni nunca estarán en relación jurídica con las partes.
Respecto de ellos el contrato no produce efectos ni interesa su oponibilidad.

### Terceros relativos
Son aquellos que con posterioridad a la formación del acto o a la celebración del contrato entran a relacionarse jurídicamente con las partes. Se subclasifican en causahabientes a título universal y singular.

#### Causahabientes o sucesores a título universal
Son personas a quienes el autor les transmite una universalidad jurídica. Normalmente esta universalidad jurídica es la herencia, y por eso se dice que los herederos son sucesores a título universal de su causante. La gran particularidad de estos sucesores es que por traspasarse el derecho como una universalidad jurídica no se consideran terceros, sino partes directas.

#### Causahabientes o sucesores a título singular
Son personas a quienes el autor les transmite una o más especies o cuerpos ciertos o una o más especies de un género determinado. En contraposición a los herederos, los legatarios son sucesores a título singular.

## Clases de terceros en el derecho procesal

### Terceros coadyuvantes
Son aquellos que sostienen pretensiones coincidentes con las de alguna de las partes directas, razón por cual intervienen en el proceso una vez ya iniciado este y apoyan la actividad procesal del demandante o del demandado, como el subarrendatario, cuando es notificado del juicio de arrendamiento, apoyará la pretensión del demandado.

### Terceros excluyentes
Son aquellos que comparecen en el juicio reclamando un derecho incompatible con el discutido por las partes directas, como el tercero poseedor que reclama en un juicio reivindicatorio haberse extinguido la obligación por prescripción.

### Terceros independientes
Son aquellos que invocan en el juicio un interés autónomo o paralelo del invocado por las partes directas. Se diferencia del tercero excluyente porque acá la pretensión no es absolutamente contradictoria a la de alguna de las partes, pues guarda relación con el proceso, sólo que el tercero independiente reclama esa pretensión para sí y no para el demandante o el demandado, a diferencia del tercero excluyente que lo que reclama no es lo pedido ni por el demandante ni por el demandado. Ejemplo de tercero independiente es el heredero legal que interviene en un juicio entre herederos putativos. Reclama el mismo derecho que se arrogan demandante y demandado, pero para sí, pues tiene mejor derecho.